# Aouelloul
Koordinaten: 20° 14′ 28″ N, 12° 40′ 30″ W
Aouelloul ist ein Einschlagkrater in Mauretanien.
Sein Durchmesser beträgt 390 Meter, sein Alter wird auf 2,7 bis 3,3 Millionen Jahre geschätzt. Damit fand das Einschlagereignis im Pliozän statt. Man kann den Krater an der Oberfläche sehen.